# Nebbiolo
Nebbiolo er en italiensk druesort, som stammer fra Piemonteregionen i Italien. Druen udgør den eneste druesort i fremstillingen af de berømte vine Barolo og Barbaresco.
| Mad og drikke | Spire Denne artikel om mad og drikke er en spire som bør udbygges. Du er velkommen til at hjælpe Wikipedia ved at udvide den. |